# Juan Manuel González Limón
Juan Manuel González Limón (* 11. Januar 1994 in Huelva) ist ein spanischer Volleyballspieler.

## Karriere
González Limón begann seine Karriere bei CV Huelva. Von 2009 bis 2013 spielte er bei CyL Palencia. 2013/14 war er erstmals im Ausland beim italienischen Verein Calzedonia Verona aktiv. Nach einer Saison bei Rio Duero San José spielte der Außenangreifer von 2015 bis 2017 bei Unicaja Almería. Danach ging er für eine Saison zum französischen Zweitligisten Narbonne Volley. Anschließend war er bei Ibiza Voley und 2019/20 wieder in Italien bei Corigliano-Rossano tätig. 2020/21 spielte er bei Club Vóley Palma und dann zwei weitere Jahre in Almería. 2023/24 spielte er beim französischen Erstligisten Arago de Sète. Danach kehrte er erneut nach Almería zurück. 2025 wurde González Limón vom deutschen Bundesligisten Helios Grizzlys Giesen verpflichtet.